# Brighton Pier
El Palacio Marina de Brighton es un muelle de recreo en Brighton, condado de Sussex, Inglaterra. Generalmente se le conocía como The Palace Pier, el Muelle Palacio, pero, en el año 2000, la empresa, the Noble Organisation cambió el nombre a Brighton Pier, o Muelle de Brighton.

## Historia
Los trabajos de construcción comenzaron en 1891, y abrió en mayo de 1899, habiendo costado una suma récord de 27 000 libras esterlinas. Era el tercer Pier que se construía en Brighton, junto con el Royal Suspension Chain Pier, que ya no existe, y el West Pier, ahora en estado de abandono tras sucesivos incendios, el último en 2003. Un auditorio abrió en 1901, y en 1911 se convirtió en un teatro
En 1986, el teatro se eliminó con la condición de que iba a ser reemplazado. Hoy en la estructura, dotada de una cúpula, se encuentra un arcade. Además, se han instalado varias atracciones al final de la construcción, tales como una cascada, dos montañas rusas, y varias atracciones infantiles.

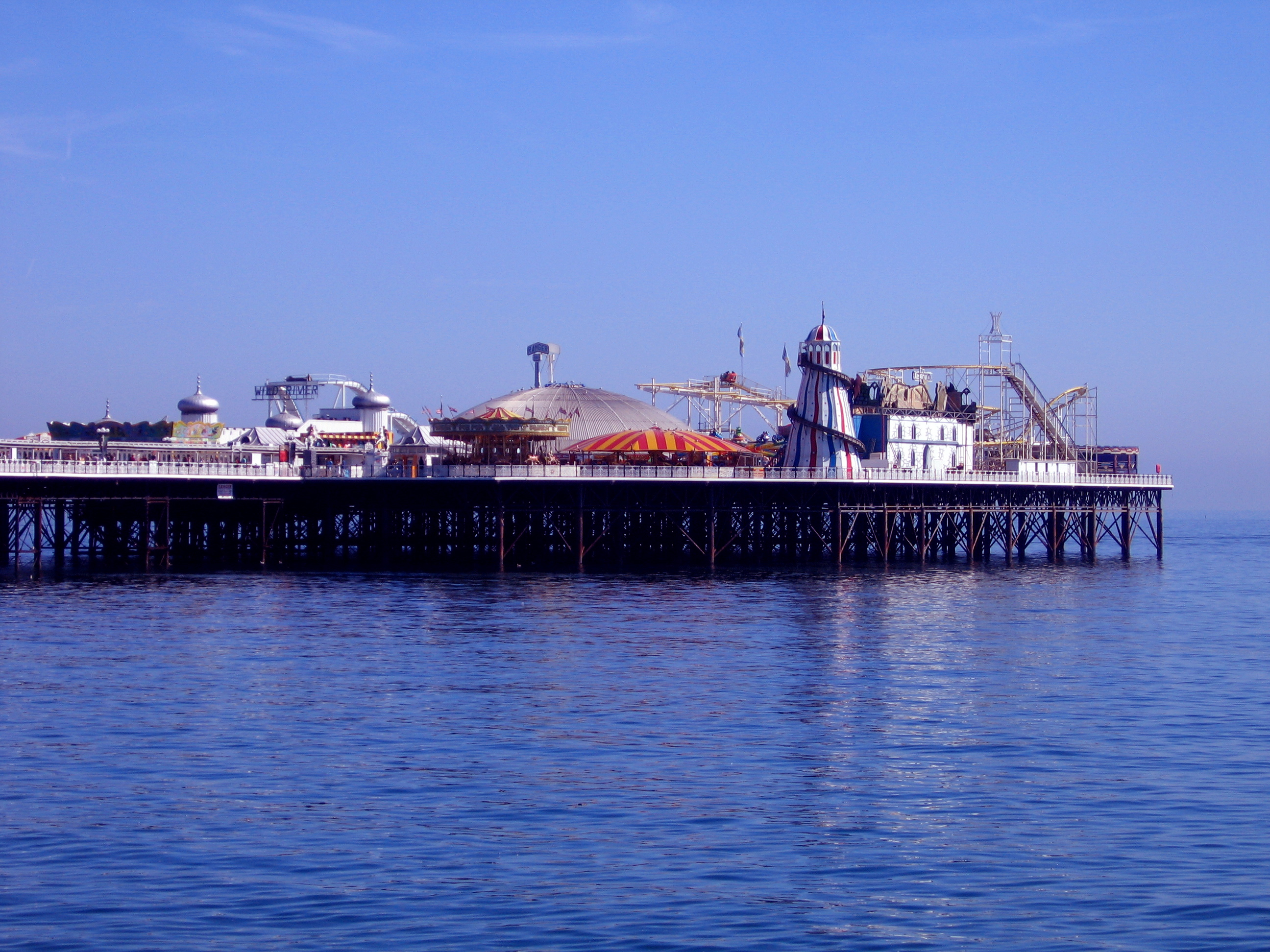
El elegante Brighton Pier sobre las aguas del Canal de la Mancha en un día de verano.

El Pier sufrió un gran incendio en febrero de 2003, pero se abrió al día siguiente sin ningún problema. Ese año fue fatídico para los Piers de Brighton, debido al anteriormente explicado incendio del West Pier, de 1866, hoy en ruinas.